# Empis surata
Empis surata är en tvåvingeart som beskrevs av Carl Ernst Otto Kuntze 1907. Empis surata ingår i släktet Empis och familjen dansflugor. Inga underarter finns listade i Catalogue of Life.